# Aheloy Nunatak
Aheloy Nunatak är en nunatak i Antarktis. Den ligger i Sydshetlandsöarna. Argentina, Chile och Storbritannien gör anspråk på området. Toppen på Aheloy Nunatak är 390 meter över havet.
Terrängen runt Aheloy Nunatak är kuperad åt nordväst, men åt sydost är den bergig. Trakten är glest befolkad. Närmaste befolkade plats är St. Kliment Ohridski Base, 11,2 kilometer väster om Aheloy Nunatak. 